# 転法輪経
『転法輪経』（てんぽうりんぎょう）は、パーリ語で Dhammacakkappavattana Sutta、サンスクリット語で Dharmacakrapravartana Sūtra、英語 The Setting in Motion of the Wheel of the Dharma Sutta、ないし、Promulgation of the Law Sutta と呼ばれる仏典で、仏教徒は、正覚を得た釈迦が最初におこなった教えを記録したものと見なしている。この経の主題は、仏教の基本的な方向性を示す四諦であり、それを形式的な表現で述べている。この経には、仏教における概念である、中道、無常、縁起などについても言及がある。
上座部仏教においては、パリッタのひとつとして読誦される。
23種類の『転法輪経』を比較検討した水野弘元は、系統によって内容に多様な変容が認められることを明らかにした。

## 名称の意味
パーリ語の「ダンマ (dhamma)」、サンスクリット語の「ダルマ (dharma)」は、文脈によって様々なものを意味し得る。ここでは、仏陀の教え、あるいは、苦しみからの解放へとつながる「法」を意味する。パーリ語の「チャッカ (cakka)」、サンスクリット語の「チャクラ (cakra)」は車輪を意味する。すなわち、「ダンマチャッカ (dhammacakka)」は「ダンマの車輪」、つまり「法輪」であり、仏陀の説く悟りへの道、八正道を表す象徴である。パーリ語の「パヴァッタナ (Pavattana)」は、「回す」、「転がす」、「動かし続ける」といった意味である。

## おもな内容
この経には、以下の内容が含まれている。
- 退けるべき二つの極端な道
- 中道：八正道
- 四諦
- 十二行相
- 輪廻からの解脱の宣言
- コンダンニャ（憍陳如）に法眼が生じる
- 仏陀が法輪を回すことについての天部の宣言
- コンダンニャの問いへの仏陀の応答